# Fiona Ourdouillie
Fiona Ourdouillie née le 26 juillet 1995, est une descendeuse VTT professionnelle française.

## Biographie
En juillet 2018, bénéficiant du changement des conditions climatiques, elle crée la surprise en devenant championne de France de descente,.

## Palmarès en VTT

### Championnats du monde
- Saalfelden-Leogang 2012
  - 6e de la descente juniors

### Coupe du monde
- Coupe du monde de descente juniors
  - 2013 : 2e du classement général

### Championnats de France
- 2012
  -  Championne de France de descente juniors
- 2013
  - 2e de la descente juniors
- 2018
  -  Championne de France de descente